# Chaîne linéaire
En chimie organique, un hydrocarbure est dit à chaîne linéaire si tous ses atomes de carbone se placent les uns à la suite des autres et ayant la forme :
CH3-CH2-CH2-CH2-CH2-CH2-CH2-CH3 par exemple (formule semi-développée du n-octane)
CH3-[CH2]6-CH3 (en abrégé),
contrairement à une chaîne cyclique qui a la forme d'un polygone.
Il existe différentes formes insaturées du composé ci-dessus, dont la chaîne garde sa linéarité.